# Regulae abaci
Regulae abaci (o Regule abaci) è il titolo di un trattato d'abaco in latino medievale, opera di Adelardo di Bath, monaco inglese del XII secolo, vissuto all'incirca tra il 1080 e il 1160. 
L'opera è tramandata attraverso tre testimoni, conservati a Leida, Parigi e Roma, di cui testi fu tratta l'edizione a stampa del 1881, a opera del principe Baldassarre Boncompagni. 
Si presume che sia stato scritto in età giovanile, agli inizi della sua carriera, dal momento che non mostra alcuna traccia di un'influenza della matematica araba, con cui Adelardo avrebbe acquisiti grande familiarità nel corso della sua vita di studioso
Si ritiene che il trattato costituisca prova di un legame di Adelardo con la tavola dello Scacchiere, che era usato per i calcoli monetari nel periodo medievale.